# Llorenç Llobet-Gràcia
Llorenç Llobet-Gràcia (Sabadell, 13 de gener de 1911 - Sabadell, 2 d'agost de 1976) va ser un director de cinema català. Provinent del cinema amateur, va realitzar diversos curtmetratges i un llargmetratge, titulat Vida en sombras. Aquest film va tenir greus problemes amb la censura franquista i no va ser fins anys més tard que se'n va apreciar la notable qualitat. Una obra poètica, lliure, autobiogràfica i gairebé experimental fan d'aquest film i d'aquest director un irrenunciable en la història del cinema català.

## Biografia
Des de ben petit va estar interessat en el món del cinema, quan el seu pare li va comprar una càmera Pathé-Baby. Als 17 anys roda el primer curt de ficció, Un terrat. Més tard, esdevé empresari del transport, a la vegada que es converteix en un prestigiós cineasta amateur. Organitzava nombroses activitats cinematogràfiques a Sabadell, lloc on residia. Era amic del director Carlos Serrano de Osma i del director de la revista de cine Primer Plano, Adriano del Valle, entre d'altres. En gran part gràcies a aquests contactes en el món del cinema, decideix iniciar-se en el seu primer llargmetratge, pensant en un cinema compromès en la vessant estètica, ja que eren integrants del difús corrent de finals de la dècada de 1940 que s'autoanomenà "cine tel·lúric".
Els problemes amb el règim franquista i la censura van comportar que el film fos un fracàs econòmic. Llobet-Gràcia va ser silenciat i va patir problemes econòmics derivats de la seva implicació en Vida en sombras, cosa que va fer que no realitzés més llargmetratges, malgrat tenir-ne preparat un d'anomenat El refugi. De mica en mica s'allunyà del món del cinema fins a deixar-lo completament el 1954.

## Filmografia
Filmografia:

### Curtmetratges
- Un terrat, 1928
- Reportaje de la Exposición Internacional de Barcelona, 1929
- 31 Carnet Folklòric del Vallès, 1929
- Un crim i res mes, 1929
- Vorejant el Cardener, 1932
- L'any 1932 a la Pantalla, 1933
- Festa Major, 1933
- Viatge a Ribes, 1933
- Suicida, 1934
- De tot arreu, 1935
- Enterrament de Macià, 1936
- Olimpiada Popular, 1936
- Llegada de Azaña a Barcelona, 1936
- Tin l'intrepit, 1936
- Soldadito de plomo, 1936
- Contrastes, 1944
- Un club de amigos, 1945
- Toledo, 1945
- Ávila, 1945
- El valle encantado, 1946
- El diablo en el valle, 1947
- Sucedió una noche, 1947
- Pregària a la Verge dels Colls, 1947
- El escultor Manolo Hugué, 1949
- Primera aventura, 1950
- Lo pelegrí, 1951
- Impasse, 1952
- La processió passa pel meu carrer, 1954
- La neu que pel camí hi ha, s. f.
- Endimió, s. f.

### Llargmetratges
- Vida en sombras (1949)